# 方敏生
方敏生，JP（1958年8月23日—），香港社工出身，香港社會服務聯會前行政總裁，香港扶貧委員會籌備小組成員之一。

## 生平

### 早年背景
方敏生1958年8月23日生於香港，父方心讓為香港著名骨科醫生，母親為葉孔瑳；堂姊為前政務司司長陳方安生。

### 公職生涯
方敏生於 2001 年出任香港社會服務聯會行政總裁，直至 2013 年 12 月離任，歷時 12 年。
2012 年 6 月，時任香港行政長官梁振英宣佈政府重新設立扶貧委員會籌備小組，方敏生為小組成員之一。2012 年 11 月扶貧委員會重新成立，方敏生同時擔任兒童及青少年專責小組及地區為本扶貧工作專責小組成員。

### 涉嫌違反「串謀發佈煽動刊物」被捕
2021年12月29日，香港警察國家安全處以涉嫌違反「串謀發佈煽動刊物」罪為由拘捕《立場新聞》前董事方敏生等七人。